# Tireo al Medio
Tireo al Medio är en ort i Dominikanska republiken.   Den ligger i provinsen La Vega, i den centrala delen av landet, 90 km nordväst om huvudstaden Santo Domingo. Tireo al Medio ligger 1 243 meter över havet och antalet invånare är 4 023.
Terrängen runt Tireo al Medio är kuperad. Runt Tireo al Medio är det ganska tätbefolkat, med 179 invånare per kvadratkilometer. Närmaste större samhälle är Constanza, 6,7 km väster om Tireo al Medio. I omgivningarna runt Tireo al Medio växer i huvudsak städsegrön lövskog.